# Adirondack Phantoms
Die Adirondack Phantoms waren ein US-amerikanisches Eishockeyfranchise aus Glens Falls, New York. Sie spielten von 2009 bis 2014 in der American Hockey League.

## Geschichte
Die Philadelphia Flyers aus der National Hockey League beendeten nach der Saison 2008/09 die Zusammenarbeit mit ihrem damaligen Farmteam, den Philadelphia Phantoms, aufgrund des Abrisses des Wachovia Spectrum, in dem die Philadelphia Phantoms ihre AHL-Spiele ausgetragen hatten. Anschließend wurden die Adirondack Phantoms als AHL-Farmteam neu gegründet.
Am 4. Februar 2009 wurde bekanntgegeben, dass Comcast Spectator, der bisherige Besitzer der Philadelphia Phantoms, das Franchise an „The Brooks Group“ aus Pittsburgh verkaufen werde. Am 28. April 2009 gab das AHL Board of Governors dem Antrag der Brooks Group statt, das Franchise nach Glens Falls im Bundesstaat New York umzusiedeln. Dort ist es nach den Adirondack Red Wings, die 1979 bis 1999 in der Stadt spielten, erst das zweite AHL-Franchise überhaupt.
Mit Beginn der Saison 2014/15 siedelte das Franchise nach Allentown, Pennsylvania um und nahm als Lehigh Valley Phantoms den Spielbetrieb auf.

## Saisonstatistik
Abkürzungen: GP = Spiele, W = Siege, L = Niederlagen, T = Unentschieden, OTL = Niederlagen nach Overtime SOL = Niederlagen nach Shootout, Pts = Punkte, GF = Erzielte Tore, GA = Gegentore, PIM = Strafminuten
| Saison  | GP  | W   | L   | OTL | SOL | Pts | GF  | GA   | Platz         | Playoffs             |
| 2009/10 | 80  | 32  | 41  | 3   | 4   | 71  | 199 | 251  | 7., East      | nicht qualifiziert   |
| 2010/11 | 80  | 31  | 39  | 4   | 6   | 72  | 197 | 248  | 7., East      | nicht qualifiziert   |
| 2011/12 | 76  | 37  | 35  | 2   | 2   | 78  | 204 | 217  | 3., Northeast | nicht qualifiziert   |
| 2012/13 | 76  | 31  | 38  | 3   | 4   | 69  | 187 | 223  | 5., Northeast | nicht qualifiziert   |
| 2013/14 | 76  | 30  | 38  | 2   | 6   | 68  | 182 | 225  | 4., Northeast | nicht qualifiziert   |
| Gesamt  | 388 | 161 | 191 | 14  | 22  | 358 | 969 | 1164 |               | 0 Playoff-Teilnahmen |

## Vereinsrekorde

### Karriere
|                           | Name             | Anzahl |
| Meiste Spiele             | Ben Holmstrom    | 256    |
| Meiste Tore               | Jason Akeson     | 58     |
| Meiste Vorlagen           | Jason Akeson     | 114    |
| Meiste Punkte             | Jason Akeson     | 172    |
| Meiste Strafminuten       | Brandon Manning  | 447    |
| Meiste Siege als Torhüter | Michael Leighton | 43     |
| Meiste Shutouts           | Michael Leighton | 7      |